# Hsp90

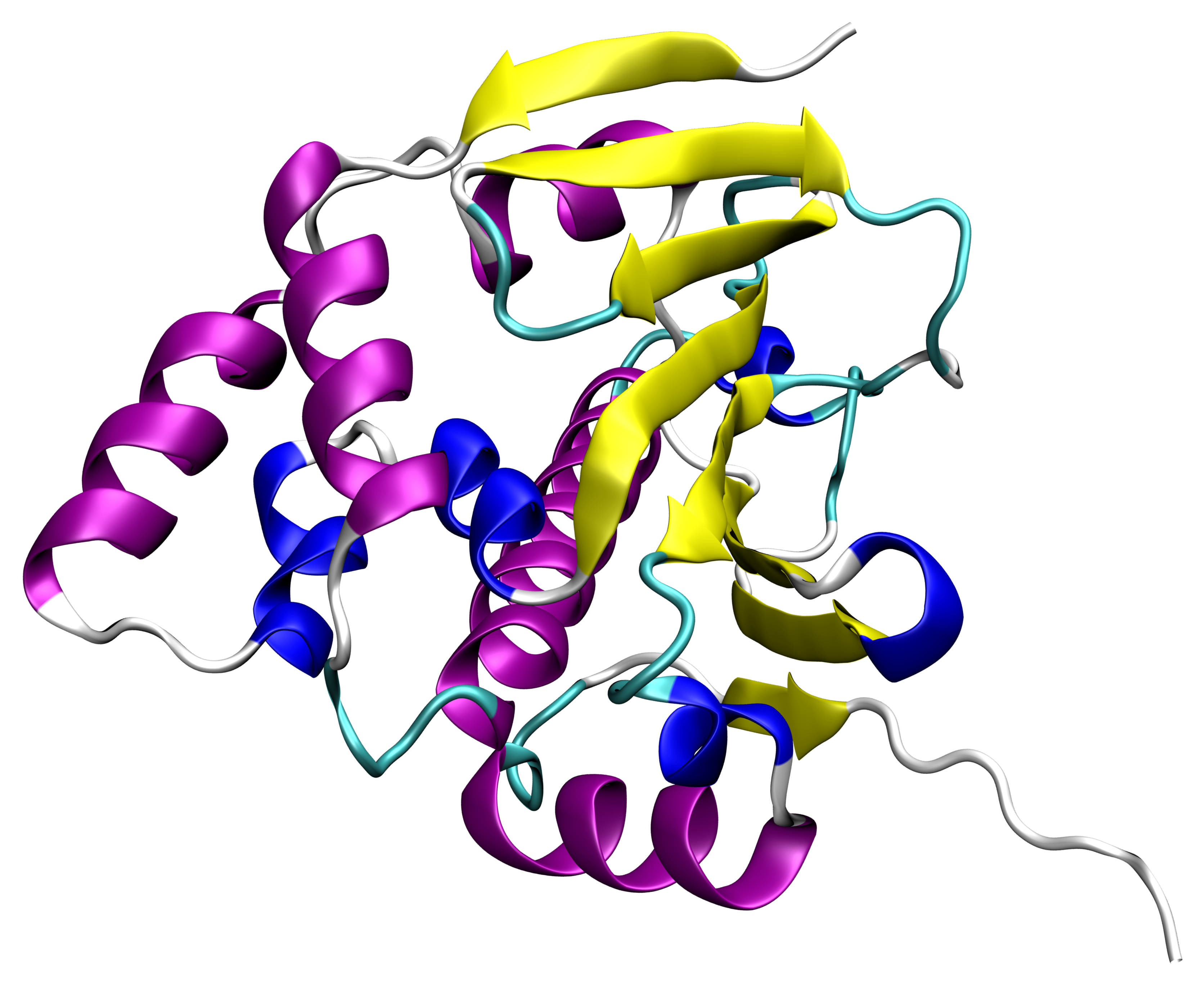
Estructura de la Hsp90

La Hsp90 o proteína de shock térmico de 90 kDa (heat shock protein 90), es una proteína chaperona que ayuda a otras proteínas a plegarse adecuadamente, estabiliza proteínas contra situaciones de hipertermia y apoya en la degradación de proteínas. También estabiliza varias proteínas implicadas en el crecimiento de los tumores, y es por esto que los inhibidores de la Hsp90 son investigados como fármacos anti-cáncer.
Las proteínas de shock térmico, como grupo, son algunas de las proteínsa celulares más expresadas en todas las especies. Como su nombre indica, las proteínas de shock térmico protegen a las células en situaciones de estrés provocadas por altas temperaturas (lo que las  desnaturaliza). Suman un 1-2% del total de proteínas en células no estresadas. Sin embargo, cuando las células son calentadas, la fracción de proteínas de shock térmico aumenta al 4-6% del total de proteínas celulares.
La Hsp90 es una de las más comunes de este tipo de proteínas. El "90" indica que su peso ronda los 90 kiloDaltons. Una proteína de 90kDa es considerada bastante grande para ser una proteína no fibrosa. La Hsp90 se encuentra en las bacterias y en todos los filos de eucariotas, pero aparentemente está ausente en arqueobacterias. Mientras que la Hsp90 es esencial para la viabilidad bajo todas las condiciones en eucariontes, la proteína bacterial homóloga HtpG es dispensable en situaciones en las que no haya estrés térmico.
Fue aislada por primera vez mediante la extracción de proteínas de células estresadas por calor, deshidratación u otras causas que hagan que las proteínas de la célula comiencen a desnaturalizarse. Más tarde se descubrió que la Hsp90 tiene también funciones esenciales en células no estresadas.
Cada uno de los protómeros, poseen tres dominios: N-terminal, M-terminal, C-terminal.